# Abrophyllum
Classification APG III (2009)
Famille
Abrophyllum est un genre de plantes à fleurs de la famille des Rousseaceae .
La seule espèce est Abrophyllum ornans .

## Liste des espèces
- Abrophyllum ornans